# 생물물리화학
생물물리화학(生物物理化學, Biophysical chemistry)은 생물 시스템 연구를 위해 물리학 및 물리 화학의 개념을 사용하는 물리 과학이다. 이 주제 연구의 가장 일반적인 특징은 시스템을 구성하는 분자 또는 시스템의 초분자 구조 측면에서 생물학적 시스템의 다양한 현상에 대한 설명을 찾는 것이다. 생물학적 응용 외에도 최근 연구는 의료 분야에서도 진보를 보여주었다.

## 기술
생물물리화학자들은 생물학적 시스템의 구조를 조사하기 위해 물리화학에서 사용되는 다양한 기술을 사용한다. 이러한 기술에는 핵 자기 공명(NMR)과 같은 분광 방법과 X선 회절 및 극저온 전자 현미경과 같은 기타 기술이 포함된다. 생물물리화학 연구의 예로는 2009년 노벨 화학상을 수상한 연구가 있다. 이상은 mRNA를 폴리펩티드로 번역하는 분자 기계로서의 생물학적 기능의 물리적 기반을 밝히는 데 도움을 준 리보솜에 대한 X선 결정학 연구를 기반으로 한다. 생물물리화학자들이 관여하는 다른 영역은 단백질 구조와 세포막의 기능적 구조이다. 예를 들어, 효소 작용은 기질 분자의 모양과 일치하는 단백질 분자의 포켓 모양 또는 금속 이온 결합으로 인한 변형으로 설명할 수 있다. ATP 합성 효소와 같은 많은 대형 단백질 어셈블리의 구조도 기질에 작용할 때 기계와 같은 역학을 나타낸다. 이와 유사하게, 생체막의 구조 및 기능은 상이한 조성 및 크기의 리포좀 또는 인지질 소포로서 모델 초분자 구조의 연구를 통해 이해될 수 있다.

## 같이 보기
- 생물리학
- 생화학